# Gustav von Jagow
Pour les autres membres de la famille, voir Famille von Jagow.
Gustav Wilhelm von Jagow (né le 7 septembre 1813 à Dallmin et décédé le 1er février 1879 à Potsdam) est un fonctionnaire et homme politique conservateur prussien. Il fut notamment ministre de l'intérieur en 1862.

## Biographie
Jagow est le fils du propriétaire terrien et officier Friedrich Wilhelm August von Jagow (1783–1863) et de son épouse Agnes Luise Ernestine Karoline von der Schulenburg-Heßler (1789–1853). Il étudie le droit à Berlin et à Munich. En 1842, il rentre dans l'administration prussienne. De 1846 à 1861, il travaille comme administrateur (de) de l'arrondissement de Bad Kreuznach.
De 1842 à 1852, il est de plus membre du parlement provincial de Rhénanie. Entre 1848 et 1852, il fait partie de la seconde Chambre de Prusse et de 1855 à 1858 de la chambre des représentants de Prusse en tant que représentant de la circonscription de Kreuznach. Il siège au centre et avec la fraction Arnim.
À partir de 1861, il est président de la police à Breslau. Il critique la nouvelle ère (Neue Ära) libérale et est un farouche opposant du parti progressiste allemand. Après la démission du cabinet ministériel libéral de la nouvelle ère en mars 1862, Jagow est nommé ministre de l'intérieur. Le nouveau cabinet est surtout constitué de conservateurs. Guillaume Ier d'Allemagne lui octroie la tâche d'influencer la population pour les prochaines élections, devenues nécessaire au dénouement du conflit constitutionnel prussien. Les instructions de Jagow vont se concentrer surtout sur la lutte contre le parti progressiste. Ce dernier proteste vivement contre ces manipulations « inadmissibles » des élections. De plus, cela donne à Jagow une mauvaise réputation auprès la majorité libérale de la chambre des députés. Guillaume Ier confirme cependant son ministre à son poste.
Après la nomination d'Otto von Bismarck au poste de ministre-président, Jagow présente sa démission. Il refuse en effet de participer à un gouvernement qui administre sans un budget conforme à la constitution. Par la suite, de 1863 à 1879, il administre la province de Brandebourg en tant que président, tout en cumulant ce poste à celui de président du district de Potsdam. Il est également commissaire au Landtag. À partir de 1867 et jusqu'à sa mort Jagow est membre du Reichstag. Il est membre du parti conservateur prussien, puis de son équivalent au niveau allemand.